# Gemarmerde streepschelp
De gemarmerde streepschelp (Musculus subpictus) is een tweekleppigensoort uit de familie van de Mytilidae. De wetenschappelijke naam van de soort werd in 1835 voor het eerst geldig gepubliceerd door de Belgische zoöloog François-Joseph Cantraine.

## Beschrijving
De gemarmerde streepschelp is een kleine, tot 20 mm lange tweekleppige. De kleppen van de schaal zijn gelijk in grootte, vorm en diepte en hebben beide een gezwollen, mollig uiterlijk. De schelp is in grote lijnen ovaal. De schaal is geel met ribben in de voorste en achterste regio's. Het periostracum is lichtgroen, met vlekken van bruin, roodbruin of paars. De rand van de schaal is glad maar gekarteld waar het de ribben raakt. De binnenkant van de schelp is helder wit.

## Verspreiding
Het verspreidingsgebied van de gemarmerde streepschelp loopt van Noorwegen tot de Canarische Eilanden, de westkust van Afrika (tot Angola) en in de Middellandse Zee, vanaf het getijdengebied tot diepten van tientallen meters. Opvallend is dat de soort ook vaak ingesloten leeft in grote zakpijpen, en dan met name de ruwe zakpijp (Ascidiella aspersa), de doorschijnende zakpijp (Ciona intestinalis), de zeebes (Dendrodioa grossularia) en soorten als Synoicum pulmonaria en Ascidia mentula.
Modiolus:
adriaticus · 
barbatus · 
modiolus · 
Musculus:
costulatus · 
discors · 
niger · 
subpictus

Mytilaster:
lineatus · 
minimus · 
Mytilus: 
†antiquorum · 
edulis · 
galloprovincialis · 
trossulus

Overig: 
†Arcoperna sericea · 
Crenella decussata · 
Dacrydium · 
Modiolula phaseolina · 
Perna woodi · 
†Rhomboidella prideauxi